# 修格斯

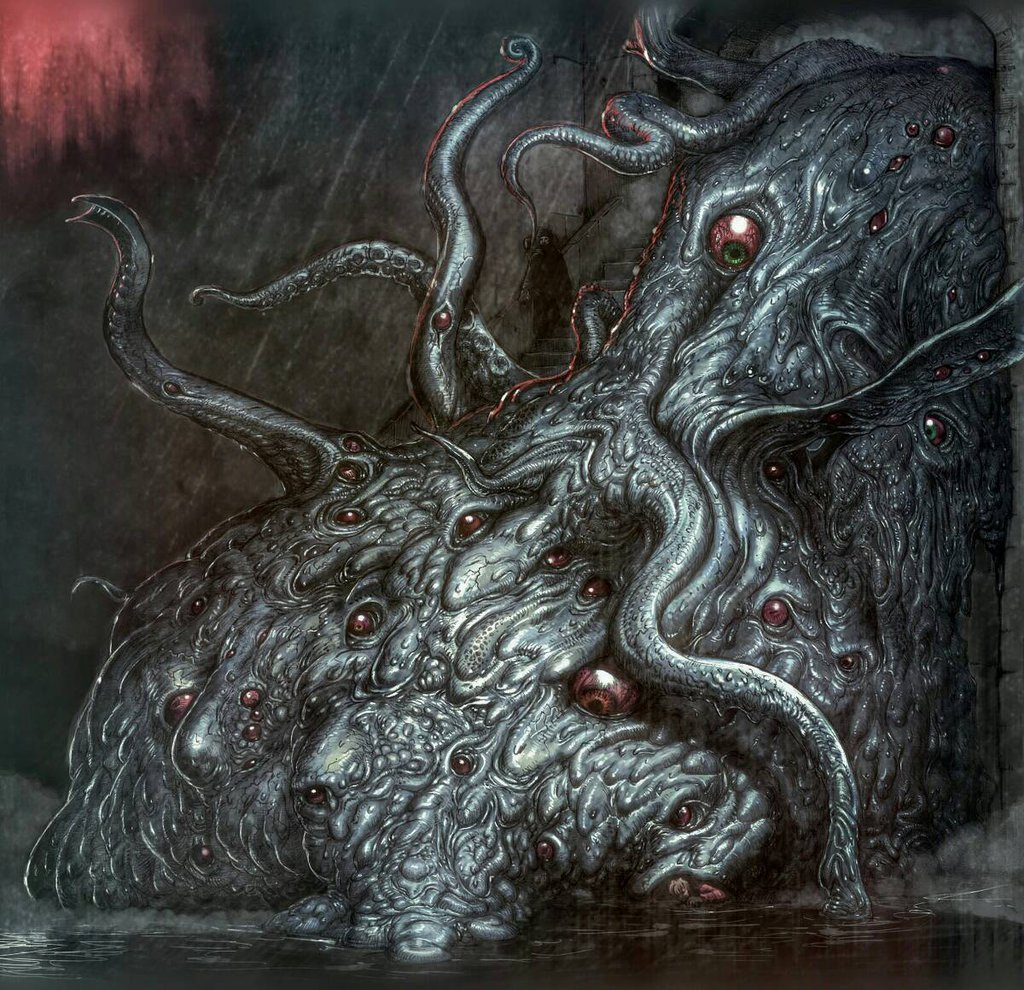

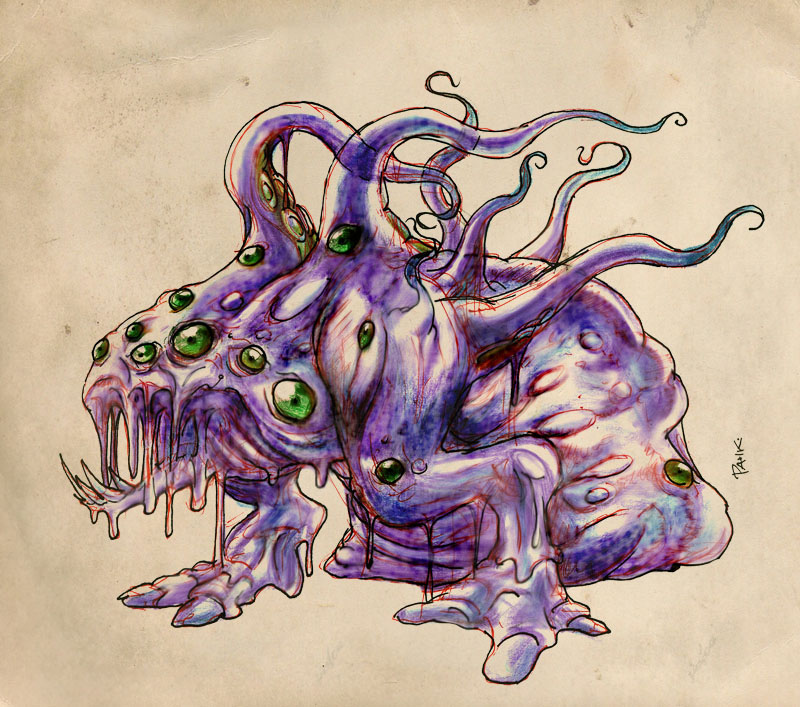

修格斯（英語：Shoggoth）是美国小说家霍华德·菲利普·洛夫克拉夫特所创造的克苏鲁神话中的一种怪物，最早出现在他于1936年发表的小说《瘋狂山脈》中。

## 克苏鲁神话中的形象
那可怕的，无法描述的东西，比任何地铁列车都要庞大。一团无定形的原生质肿泡，隐隐约约放着微光。上万只放出绿光，脓液似的眼睛不断在它的表面形成又分解。那填满整个隧道的躯体前端向我们直扑下来，把慌乱之中的企鹅们尽数压碎，在那已经由它和同类们“清理”得不留一粒灰尘，闪着邪异反光的地面上蜿蜒爬过。

——霍华德·菲利普·洛夫克拉夫特，《疯狂山脉》

修格斯，作为形态无定的原生质生物，是克苏鲁神话中最骇人的存在之一，看上去就像柏油构成的巨大变形虫，表面有着发光的眼睛。它们的外形即使只是看上一眼就已经极为恐怖了。即使是《死靈之書》的作者，疯狂阿拉伯人阿卜杜尔·阿尔哈萨德，在想到它们可能曾经存在于地球上时也会感到极大的恐惧。